# Aspen
Aspen Pitkin megye (Colorado, USA) egyik városa. Bányászvárosként alapították a coloradói aranyláz idején, nevét a nyárfák gyakorisága miatt kapta. A város jelenleg egy síparadicsom és a turizmus egy központja. Népszerű úticélja olyan hírességeknek is, mint Charlie Sheen, Elvis Presley, Hunter S. Thompson vagy John Denver, ez utóbbi több dalt is írt a városról („Aspenglow”, „Starwood in Aspen”).

## Történet
A téli üdülőcentrum kialakítása 1936-ban kezdődött meg annak ellenére, hogy már az 1870-es években is népszerű volt a síelést kedvelők között. Walter Paepcke 1946-ban alapította meg az Aspen Skiing Corporationt, amely négy síterületet foglal magába a város közelében. (Aspen Highland - 110 km sípálya, Aspen Mountain - 105 km sípálya, Buttermilk - 35 km sípálya, Snowmass - 220 km sípálya)
Az alapításig folyamatosan felvásárolták az akkor értéktelennek tűnő telkeket. A tehetős tulajdonos kapcsolataival és a kultúra támogatásával számos befolyásos embert tudott a síparadicsomba vonzani, mint például Albert Schweitzer vagy Arthur Rubinstein. Aspenben és környékén 48 lift és 470 km sípálya van. A leghosszabb pálya 8,5 km-es, ezen kívül még 335 pálya közül választhatnak a téli sportok szerelmesei. 1950-ben az első Amerikában rendezett nemzetközi síversenyt Aspenben tartották.
A négy síterepet magában foglaló aspeni síközpont ma is sztárok, milliomosok és közéleti személyiségek kedvelt üdülőhelye. Többek között Mariah Carey, Kevin Costner, Kurt Russell és Antonio Banderas saját házzal is rendelkeznek itt.[forrás?]

## Fordítás
- Ez a szócikk részben vagy egészben  az   Aspen, Colorado című angol Wikipédia-szócikk ezen változatának fordításán alapul.  Az eredeti cikk szerkesztőit annak laptörténete sorolja fel. Ez a jelzés csupán a megfogalmazás eredetét és a szerzői jogokat jelzi, nem szolgál a cikkben szereplő információk forrásmegjelöléseként.